# Carmine Recano
Carmine Recano (né le 28 novembre 1980 à Naples) est un acteur italien, actif dans le domaine de la télévision et du cinéma.

## Filmographie

### Cinéma
- Un nuovo giorno, d'Aurelio Grimaldi (1998)
- Pesi leggeri, d'Enrico Pau (2000)
- Terra rossa, de Giorgio Molteni (2001) : Filippo
- La vita degli altri, de Nicola De Rinaldo (2001)
- Tableau de famille (Le fate ignoranti) de Ferzan Özpetek (2001)
- I cinghiali di Portici, de Diego Olivares (2002)
- Ballo a tre passi, de Salvatore Mereu (2003)
- Certi bambini d'Andrea et Antonio Frazzi (2003) : Damiano
- Te lo leggo negli occhi, de Valia Santella (2004)
- Un giorno perfetto, de Ferzan Ozpetek (2008)
- Le Premier qui l'a dit (Mine vaganti) de Ferzan Ozpetek (2010) : Marco, le petit ami de Tommaso
- Tatanka, de Giuseppe Gagliardi (2011)
- I milionari, d'Alessandro Piva (2014)

### Télévision
- Capri, troisième saison
- Mare fuori, première saison - en cours